# Rafael Andrés Montes de Oca
Rafael Andrés Montes de Oca y Escalona (Barquisimeto, 2 de julio de 1930 - Ib., 20 de abril de 2012) fue un político venezolano, militante del partido socialcristiano Copei. Ocupó varios cargos de relevancia en la administración pública venezolana, como presidente del Concejo Municipal de Iribarren, secretario General de Gobierno y Gobernador del Estado Lara y Ministro de Relaciones Interiores. Fue además diputado y senador al extinto Congreso de la República de Venezuela. Fue muy cercano al expresidente Luis Herrera Campíns, identificándose con la tendencia de este dentro del partido COPEI. Desde 1998 se encontraba alejado de la política activa. Se le conoció también por su popular sobrenombre, Pepi.

## Biografía
Cursó estudios en el Instituto "La Salle" y el Liceo "Lisandro Alvarado", de su ciudad natal. En esa etapa trabó amistad con personajes que lo motivaron a integrarse a la lucha política de aquel momento de la historia venezolana, como Luis Herrera Campins, Ramón Escovar Salom y Gonzalo Barrios, entre otros actores políticos.
Ejerce como docente en el Colegio "Inmaculada Concepción" de Barquisimeto, por 11 años. Comienza a construir su popularidad a través de la actitud crítica de sus denuncias hacia el gobierno central, respectivas a la falta de desarrollo en la que se encontraba su región natal para la época. Funcionarios de la Cámara de Comercio del estado Lara lo nombraron miembro de la junta directiva a principios de la década de 1950, y allí se gestaría su vida política. Entró a militar en COPEI como parte de la misma generación de políticos donde se encontraban sus compañeros Pedro Pablo Aguilar, Hilarión Cardozo y Luciano Valero.
Ocupó su primer cargo político con el regreso del sistema democrático en 1958, al caer la dictadura de Marcos Pérez Jiménez, siendo designado Presidente del Concejo Municipal de Iribarren en 1959. Luego en 1961 el gobernador Eligio Anzola -designado por el presidente Rómulo Betancourt- lo nombra secretario general de gobierno del Estado Lara no obstante su militancia en un partido político antagónico. En las elecciones de 1968 resulta elegido diputado al Congreso de la República pero no llega a asumir el cargo pues el presidente electo Rafael Caldera -compañero de partido- lo nombra gobernador del estado Lara para el periodo 1969-1974, cargo al que llega avalado por su experiencia previa como secretario de gobierno.
En 1974 vuelve a ser electo diputado al Congreso Nacional y durante ese periodo perteneció a la Comisión de Finanzas, hasta su renuncia en 1978. En ese año asume la jefatura de campaña de su antiguo amigo y candidato presidencial copeyano Luis Herrera Campíns para las elecciones presidenciales de 1978, resultando ésta finalmente la opción triunfadora. En reconocimiento a sus dotes gerenciales, el flamante presidente electo lo nombra Ministro de Relaciones Interiores del nuevo gabinete. Ejerciendo ese cargo, Montes de Oca llegó a estar encargado de la presidencia de Venezuela por muchos aunque cortos periodos, haciendo un total de más de cien días y llegando incluso a dirigir consejos de ministros.
Por su gran carisma y el protagonismo político que ejerció durante ese momento, llegó a ser fuertemente considerado para ser presidenciable en 1983. En ese sentido, Montes de Oca renuncia al ministerio en marzo de 1982 para organizar su campaña precandidatural dentro de la organización Copei, contando con el apoyo irrestricto de la corriente a la cual pertenecía el presidente Herrera. El expresidente de la República y fundador de COPEI, Rafael Caldera, tenía sin embargo planes de volver a la presidencia toda vez que ya habían transcurrido los diez años mandados por la Constitución vigente en la época. Se desarrolló entonces una pugna interna dentro del partido oficialista que fue seguida con amplio interés por los medios de comunicación y que se esperaba concluyera con una elección donde participaría toda la militancia copeyana, en cuyas bases Montes de Oca gozaba de amplia aceptación. Dicha elección sin embargo no llegaría a ocurrir; Caldera terminaría por convencer a la dirección del partido de ser ungido como candidato presidencial y Montes de Oca aceptó las directrices impuestas por la dirigencia de COPEI, retirando su candidatura en agosto de 1982.
COPEI no llegó a ganar la presidencia en 1983 y Montes de Oca volvió al parlamento en 1984, esta vez como senador de un partido ahora en la oposición. A partir de 1989 vuelve a su ciudad natal para dedicarse a otras actividades privadas. En julio de 1998 se pronuncia públicamente en rebeldía contra la dirección nacional del partido COPEI, objetando la decisión de mantener la candidatura de Orlando Fernández Medina a la gobernación del estado Lara, por haber anunciado públicamente su deslinde de la figura del expresidente Luis Herrera. Montes de Oca fue además accionista y directivo de Telecentro. Ingresó a la Policlínica Barquisimeto el 3 de marzo de 2012 tras sufrir un accidente cerebrovascular y 12 días después fue dado de alta; permaneciendo en su residencia hasta su fallecimiento el 19 de abril.